# Alfred N'Diaye
Pour les articles homonymes, voir N'Diaye.
Alfred John Momar N'Diaye, plus couramment Alfred N'Diaye est un footballeur international sénégalais, né le 6 mars 1990 à Paris. Il évolue au poste de milieu de terrain dans le club d'Al-Shabab.

## Biographie

### En club
Après des débuts à l'US Vandœuvre dans l’agglomération nancéienne, Alfred N’Diaye signe sa première licence à l’AS Nancy-Lorraine à l’âge de 14 ans. Ses premiers mois sont difficiles, mais il relève ensuite la tête et gagne sa place au centre de formation grâce à une prometteuse deuxième partie de saison. Le club lui donne sa chance et lui propose une saison comme demi-pensionnaire. 
Malgré un emploi du temps surchargé et de fastidieux trajets en bus pour rejoindre la forêt de Haye, ce longiligne joueur d’origine sénégalaise s’accroche et signe finalement un nouveau contrat en 2006. Intégré à l’effectif professionnel pour pallier l’absence des internationaux africains au début de l’année 2008, Alfred N’Diaye entre en jeu lors du match de coupe de la Ligue à Lens (défaite 3-0). Il retourne ensuite en CFA et participe au succès de l’opération maintien de l’équipe réserve. 
Capitaine de l'équipe de France des moins de 19 ans, Alfred s'impose peu à peu dans l'équipe professionnelle en 2008-2009. Titularisé en défense centrale pour pallier l'absence d'Abdeslam Ouaddou ou en milieu défensif, il donne satisfaction et pousse Benjamin Gavanon sur le banc. Il signe sa première passe décisive pour Julien Féret au Parc des Princes face au Paris Saint-Germain. Il espère être bientôt sélectionné en Équipe de France espoirs et compte s'imposer comme titulaire à Nancy. 
En 2011 après avoir repris avec l'ASNL, il entame des négociations avec le club turc de Bursaspor qui parvient à le convaincre de signer un contrat de trois ans pour un transfert d'environ 3 000 000 €. 
En janvier 2013, il signe en faveur du Sunderland AFC. Le montant du transfert est évalué à 5 millions d'euros environ. En août 2014, il signe au Bétis Séville pour une durée de cinq ans, après avoir terminé la saison 2013-2014 dans ce club sous forme de prêt.  
En juillet 2016, il signe en faveur du club de Villareal, en échange d'une indemnité de transfert de 7,5 millions d'euros.
Il rejoint le club anglais d'Hull City lors du mercato hivernal sous forme d'un prêt lors de la saison 2016-2017 et marque son premier but lors de son premier match face au Liverpool FC.

### En équipe nationale
Au cours de la saison 2006-2007, Alfred N'Diaye devient international, et défend les couleurs de la France, lors du championnat d'Europe de des moins de 17 ans, puis lors de la Coupe du monde des moins de 17 ans. Lors du mondial junior, il prend part à cinq matchs. La France atteint les quarts de finale de la compétition, en étant battue par l'Espagne aux tirs au but.
Il fait ensuite partie de la sélection française qui participe au championnat d'Europe des moins de 19 ans en Ukraine. Lors de la compétition, il marque le but égalisateur face à la Turquie. 
Le 31 juillet 2013, il est convoqué pour la première fois en sélection sénégalaise par Alain Giresse, pour un match amical contre la Zambie. Avec le Sénégal, il participe à la Coupe d'Afrique des nations en janvier 2015. Lors de ce tournoi, il dispute un match contre l'Afrique du Sud.

## Palmarès
Bursaspor
- Finaliste de la Coupe de Turquie en 2012.

 Betis Séville
- Champion d'Espagne de D2 en 2015.

 Wolverhampton Wanderers
- Champion d'Angleterre de D2 en 2018

## Statistiques
| Saison                | Club                           | Championnat           | Championnat | Championnat | Coupe nationale | Coupe nationale | Coupe de la Ligue | Coupe de la Ligue | Compétition(s) continentale(s) | Compétition(s) continentale(s) | Compétition(s) continentale(s) | Total | Total |
| Saison                | Club                           | Division              | M.          | B.          | M.              | B.              | M.                | B.                | Comp.                          | M.                             | B.                             | M.    | B.    |
| 2007-2008             | AS Nancy-Lorraine              | Ligue 1               | -           | -           | -               | -               | 1                 | 0                 | -                              | -                              | -                              | 1     | 0     |
| 2008-2009             | AS Nancy-Lorraine              | Ligue 1               | 24          | 0           | 1               | 0               | 2                 | 0                 | C3                             | 4                              | 0                              | 31    | 0     |
| 2009-2010             | AS Nancy-Lorraine              | Ligue 1               | 23          | 0           | 1               | 0               | 1                 | 0                 | -                              | -                              | -                              | 25    | 0     |
| 2010-2011             | AS Nancy-Lorraine              | Ligue 1               | 14          | 0           | 1               | 0               | 1                 | 0                 | -                              | -                              | -                              | 16    | 0     |
| 2011-2012             | Bursaspor                      | Süper Lig             | 32+5        | 3+0         | 4               | 0               | -                 | -                 | C3                             | 4                              | 1                              | 45    | 4     |
| 2012-2013             | Bursaspor                      | Süper Lig             | 14          | 1           | 3               | 2               | -                 | -                 | C3                             | 4                              | 1                              | 21    | 4     |
| 2012-2013             | Sunderland AFC                 | Premier League        | 16          | 0           | -               | -               | -                 | -                 | -                              | -                              | -                              | 16    | 0     |
| 2013-2014             | Eskişehirspor (prêt)           | Süper Lig             | 16          | 3           | 3               | 1               | -                 | -                 | -                              | -                              | -                              | 19    | 4     |
| 2013-2014             | Betis Séville (prêt)           | Liga                  | 16          | 0           | -               | -               | -                 | -                 | C3                             | 4                              | 0                              | 20    | 0     |
| 2014-2015             | Betis Séville                  | Liga Adelante         | 28          | 1           | 1               | 0               | -                 | -                 | -                              | -                              | -                              | 29    | 1     |
| 2015-2016             | Betis Séville                  | Liga                  | 34          | 2           | 2               | 0               | -                 | -                 | -                              | -                              | -                              | 36    | 2     |
| 2016-2017             | Villarreal CF                  | Liga                  | 7           | 0           | 1               | 0               | -                 | -                 | C1+C3                          | 2+3                            | 0+1                            | 13    | 1     |
| 2016-2017             | Hull City (prêt)               | Premier League        | 15          | 1           | -               | -               | -                 | -                 | -                              | -                              | -                              | 15    | 1     |
| 2017-2018             | Villarreal CF                  | Liga                  | 2           | 0           | -               | -               | -                 | -                 | -                              | -                              | -                              | 2     | 0     |
| 2017-2018             | Wolverhampton Wanderers (prêt) | Championship          | 33          | 3           | 2               | 0               | 2                 | 0                 | -                              | -                              | -                              | 37    | 3     |
| 2018-2019             | Málaga CF (prêt)               | Liga 2                | 18          | 2           | -               | -               | -                 | -                 | -                              | -                              | -                              | 18    | 2     |
| Total sur la carrière | Total sur la carrière          | Total sur la carrière | 297         | 16          | 19              | 3               | 7                 | 0                 | -                              | 21                             | 3                              | 344   | 22    |